# Batthyány Ignác
Németújvári gróf Batthyány Ignác (Németújvár, 1741. június 30. – Gyulafehérvár, 1798. november 17.) erdélyi püspök, egri kanonok és nagyprépost.

## Élete
A tekintélyes főnemesi gróf németújvári Batthyány család sarja. Apja, gróf Batthyány Imre (1707-1774), tárnokmester, anyja, gróf Anna Sauer von Krosiagh zu Ankerstein (1720-1764) volt. Alsóbb iskoláit Pesten végezte, majd az ékesszólás tanulása végett a nagyszombati nemes ifjak iskolájába ment, hol 1760-ban a teológia egy részét is hallgatta. Ezt követően Grazban és Rómában tanult, ahol rábízták a Collegium Germanicum könyvtárának kezelését.  Tanulmányai befejezte után doktorrá lett és felszenteltetett. Az akadémia philalethorum nevű római tudós társaság tagjává választotta. Kollár Ádámmal és Cornides Dáviddal már akkor levelezett. Honába visszaérkezvén egri kanonok és nagyprépost, 1780. augusztus 28-án pedig erdélyi püspök lett.
Püspöksége kezdetén saját költségén papképző intézetet alapított Kolozsváron, amely azonban 1786-ban II. József rendeletei folytán megszűnt. 1781-ben az Erdélyben felállítandó tudós-társaságról tervezgetett; mivel erről Mártonffy József, a nagyszebeni iskolák főigazgatója lebeszélte, a tudományos társaságra szánt összeget csillagász-torony építésére fordította és az intézet fenntartására 38 200 v. frtot hagyományozott. Emellett 30 ezer forinton 18 000 kötetből álló könyvtárt (Batthyáneum) létesített és 1785-ben a kolozsvári püspöki könyvnyomó műhely tetemes részét is ide átszállította. Több oklevéltani és történeti művet írt. A legjelentősebb Leges Ecclesiasticae című műve, mely értékes pecséttani és  heraldikai forrás. II. és III. kötete halála után, 1827-ben jelent meg. Nagy Iván is felhasználta.

## Munkái
- Agamantis palladii Academiae Philalethorum socii responsio ad dubia Anonymi adversus privilegium S. Stephani abbatiae S. Martini de S. Monte Pannoniae anno MI. concessum, proposita. Agriae, 1779 (névtelenűl)
- Norma vitae cleri… Uo. 1780 (Beuvelet franczia munkája után)
- Edictum episcopale circa regulationem cleri… Cibinii (1781)
- Homilia… ad clerum. Uo. 1781
- Leges ecclesiasticae regni Hungariae… Tomus I. Albae-Carolinae, 1785. (Ism. Mindenes Gyűjtemény 1789. II. 209. Allg. Liter. Ztg. 1789. I. 18. sz.) Tom II. III. Claudiopoli, 1827
- Verophili sinceri brevis responsio ad succinctam privati veridici deductionem iurium acatholicorum. H. n., 1790. (Névtelenül.)
- Declaratio sincera ad quaestionem: an sic dicta apostasia inter delicta civilia referenda. H. n., 1790 (névtelenűl)
- Acta et scripta S. Gerardi episcopi Csanadiensis hactenus inedita cum serie episcoporum Csanadiensium. Albae-Carolinae, 1790 (névtelenül)
- Praerogativa episcoporum Transilv. in excelso regio gubernio. H. n., 1790 (névtelenűl)

Kéziratban maradt: Dissertationes de rebus gestis inter Ferdinandum et Sigismundum Zápolya regem; Isabellam reginam et Georgium Martinusium episcopum Magno-Varadiensem, ejusque caedo in Alvincz. Egyéb kézirati munkáit felsorolja Beke Antal Index Manuscriptorum Bibl. Batthyanianae című könyvében.